# Erhaltungsbedingungen für organisches Material

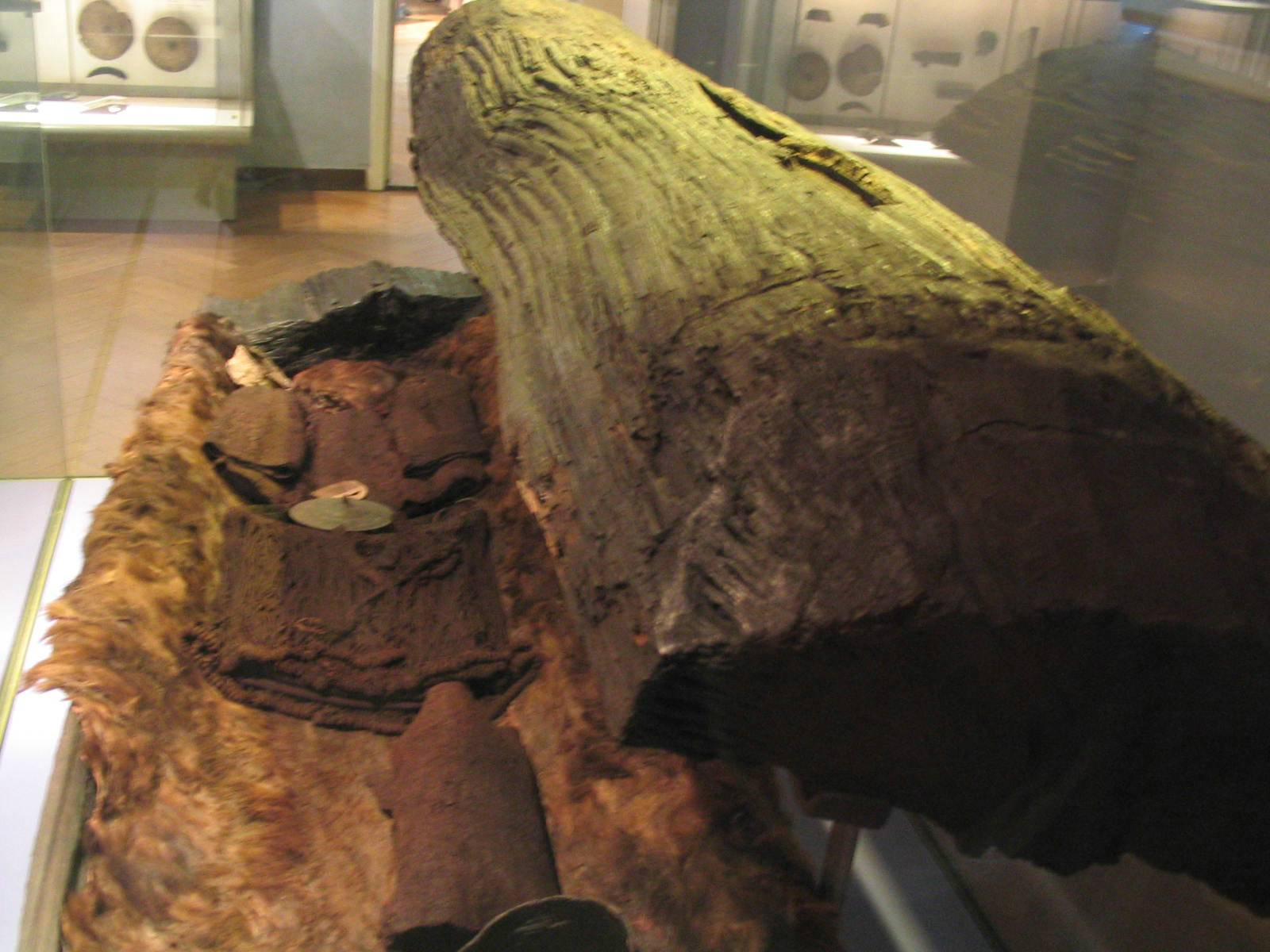
Mädchen von Egtved in einem Baumsarg im Dänischen Nationalmuseum

Verschiedene Erhaltungsbedingungen sind die Auslöser dafür, dass an archäologischen Fundplätzen mit unterschiedlichen Bodenverhältnissen keine, wenige oder viele Funde aus organischem Material geborgen werden können.

## Erhaltungsbedingungen

### In der Wüste
In zahlreichen Wüsten gibt es so gut wie keinen Regen und kein Wasser. Organische Materialien bleiben durch die andauernde Trockenheit teilweise sehr gut erhalten. Ein besonderer Glücksfall ist dabei Ägypten, wo sich sogar Papyrus, eine Vorform des Papiers über Jahrtausende gut erhält, sofern es in der Wüste niedergelegt wurde, was oftmals im geschlossenen Kontext von Gräbern geschieht, aber auch in Abfallhaufen, die in der Wüste angelegt wurden. Andere Wüsten, die archäologisch reich an organischen Materialien sind, sind die syrische Wüste (vgl. Dura Europos), oder auch die Wüste von Taklamakan.

### Im ewigen Eis
Unter besonders günstigen Umständen gelangen organische Materialien in Regionen, in der die Temperaturen andauernd unter Null Grad Celsius sind, man spricht vom Permafrostboden. Organische Materialien sind eingefroren. Bekanntestes Beispiel ist der Ötzi, ein Mann aus der Bronzezeit, der in den Alpen verstarb und erst 1991 gefunden wurde. Ein weiteres Beispiel sind zahlreiche Grabanlagen der skythischen Pasyryk-Stufe, in denen sich Stoffe, Holz und die gut erhaltenen Leichen der Grabinhaber fanden.

### In Feuchtboden oder im Wasser
Durch den relativ geringen Kontakt mit Sauerstoff unter permanent feuchten Bedingungen wird die Zersetzung von organischem Material so verlangsamt, dass auch nach sehr langer Zeit noch große Teile im Befund erscheinen. Besonders pflanzliches Material (Holz, Gräser, Leinen und Hanf) bleiben erhalten. Je nach Alkalität des Wassers bleiben tierische Überreste (Knochen, Fell, Wolle) nur sehr eingeschränkt oder gar nicht erhalten. Prominente Beispiele sind die Seeufer-Siedlungen am Bodensee und in der Schweiz.

### Im Moorboden
Die Erhaltung organischen Materials in Torfmooren ist hauptsächlich auf den großen Gehalt an Huminsäuren im Wasser zurückzuführen. Durch das stark saure Milieu bleiben jedoch Knochen meist nicht erhalten. Eine Ausnahme bilden die eher kalkhaltigen Moore. Ein Beispiel dafür ist der dänische Mooropferplatz Illerup Ådal in einem basischen Moor (Muschelgytje mit einem pH-Wert von 8,5), so dass Metallgegenstände, Holz, Knochen, Geweih und pflanzliche Fasern (Schnüre) erhalten blieben, während Leder und Wolle vergangen sind.

### In Eichensärgen in Grabhügeln
Die ursprüngliche Annahme, dass die im Eichenholz enthaltene Gerbsäure verantwortlich für die Erhaltung organischen Materials ist, lässt sich heute nicht mehr aufrechterhalten, da die Menge der im Sargholz enthaltenen Gerbsäure zu gering für eine komplette Erhaltung des Sarginhaltes wäre. Der Aufbau der Grabhügel darüber und der gewählte Platz für die Bestattung sorgte häufig für eine dauerhafte Lagerung unter Luftabschluss im feuchten Milieu, so dass die annähernd gleichen Bedingungen wie bei einer Lagerung im Moorboden galten. Dies trifft besonders für die dänischen Baumsarg-Bestattungen der Bronzezeit zu, in denen Wolle, Leder, Holz und pflanzliches Material erhalten blieben, Knochen jedoch nicht oder nur sehr eingeschränkt. Neuere Ausgrabungen deuten an, dass solche Grabhügel mit Nasskern von ihren Erbauern gezielt angelegt wurden.

### In stark salzhaltiger Umgebung, im Permafrostboden und bei extrem niedriger Luftfeuchtigkeit
Werden Textilien oder andere organische Materialien unter den angegebenen Umständen gelagert, verhindern die Lagerungsbedingungen den mikrobiellen Befall des Materials und wirken so einer Zersetzung durch Bakterien entgegen.

### Beim Kontakt mit Metallkorrosionsprodukten
Berühren sich kupfer- oder eisenhaltige Metalle und Textilien, kann es zur Entstehung einer relativ dauerhaften Materialkombination kommen. Bei der Korrosion des Metalls unter Feuchtigkeitseinwirkung durchdringen lösliche Metallsalze den textilen Werkstoff. Zudem haben Kupferionen eine toxische Wirkung, die den Befall des organischen Materials mit Bakterien verhindert und so zusätzlich zur Erhaltung beitragen kann. Im Laufe der Lagerung im Boden verbinden sich die Materialien dann chemisch, die textilen Bestandteile werden aus dem Verbund heraus abgebaut. Dadurch verschlechtern sich die mechanischen Eigenschaften der textilen Rohstoffe, sie werden in verbräunte und versprödete Bruchstücke umgewandelt. 

### Knochen in Erdgräbern
Der Erhaltungsgrad von Knochen hängt vom Umgebungsmaterial ab. Verursacht wird die Knochenauflösung durch eine chemische Reaktion der umgebenden Erde, die ihnen den Kalk entzieht. Sobald die Knochen der einzige Kalkspender sind, werden sie schnell destabilisiert. Wenn aber Kalksteine oder kalkhaltige Füllerden mit eingelagert sind, wird ein Sättigungsgrad erreicht werden, bevor die Knochen entkalken.